# Вис (река)
Вис (фр. Vis,окс. Vis) — правый приток реки Эро, протекает на юге Франции в департаментах Гар и Эро региона Окситания. Длина реки — 57,9 км. Площадь водосборного бассейна — 332 км². Средний расход воды — 10 м³/с (Сен-Лоран-лё-Минье).

## География
Вис берёт своё начало на горе Эгуаль. Впадает в реку Эро около городка Ганж.

## Галерея

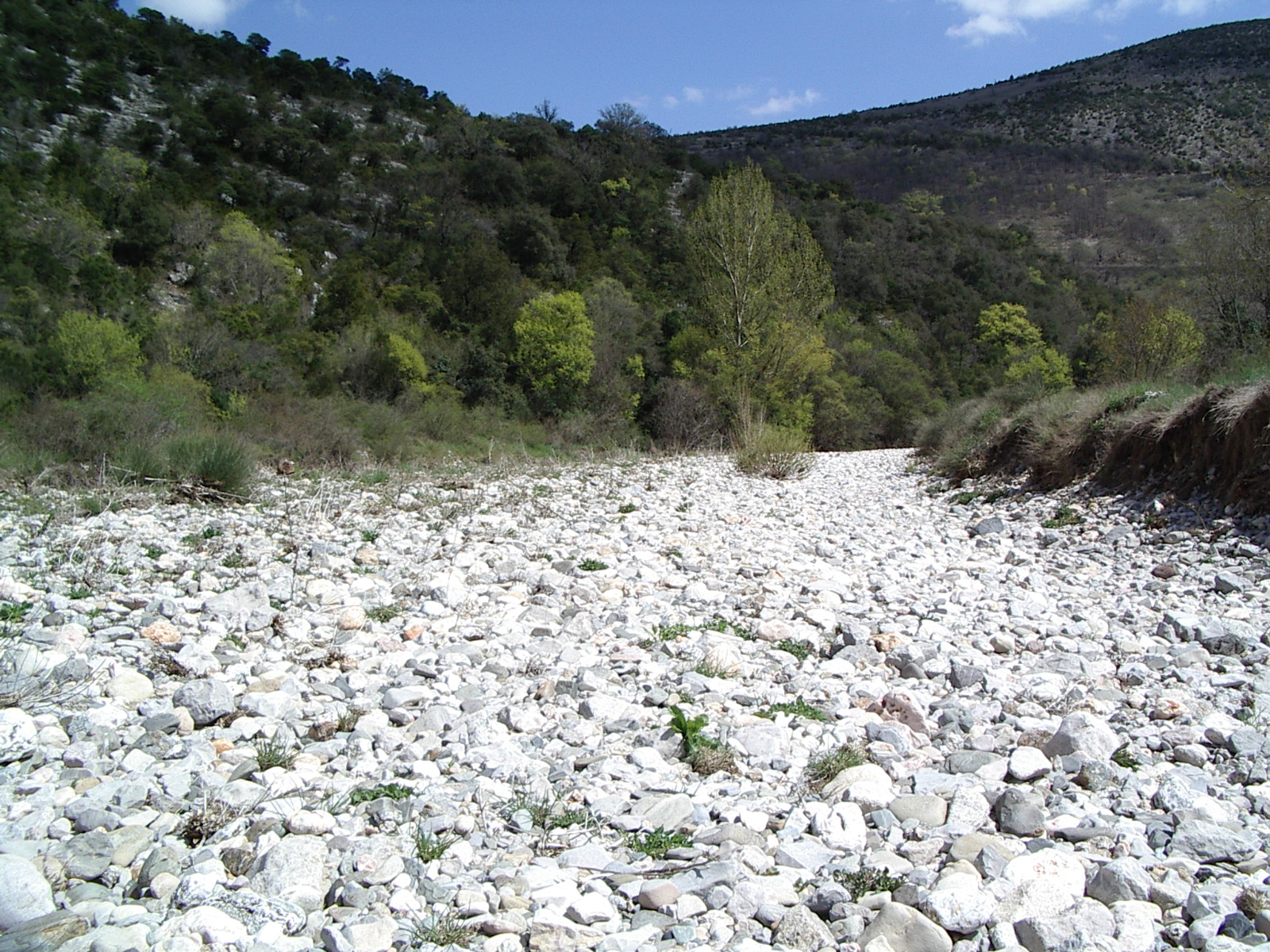
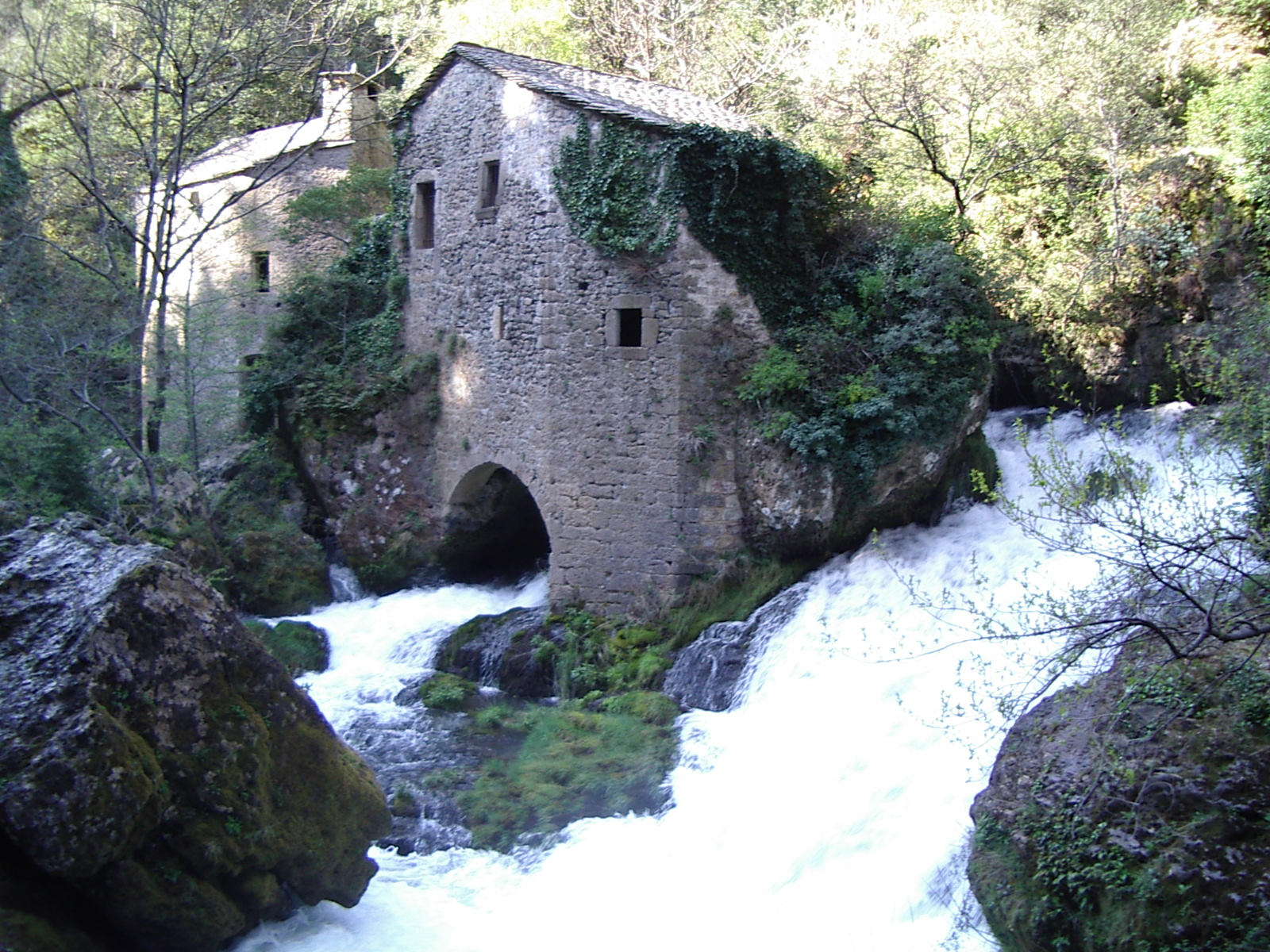
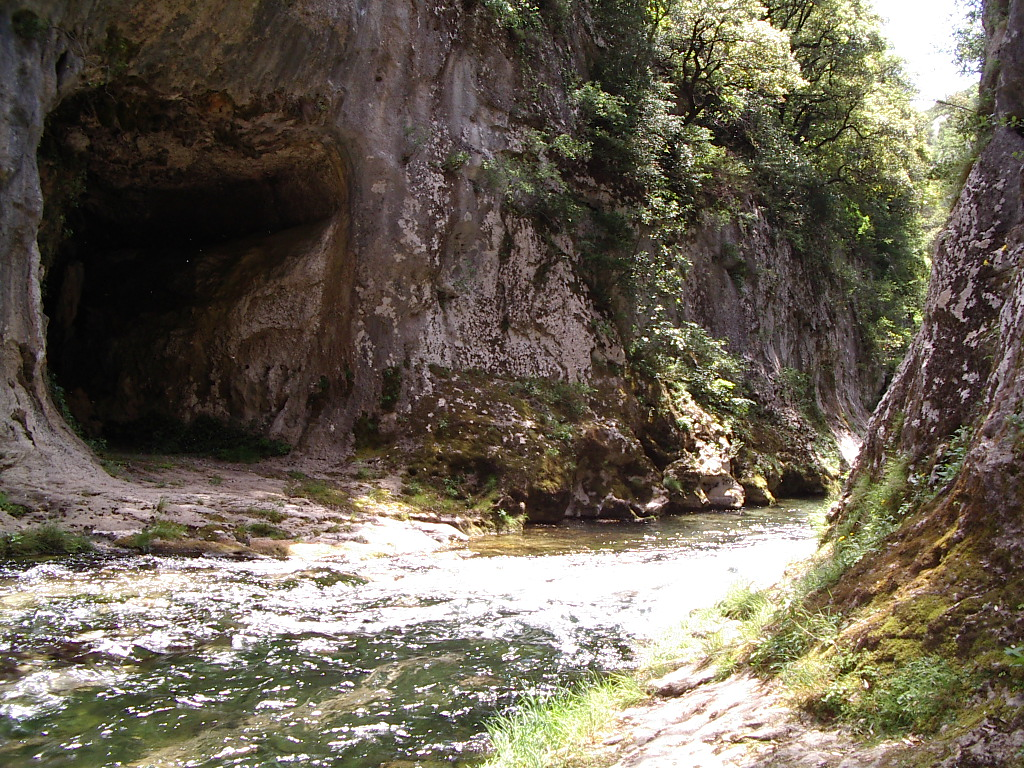
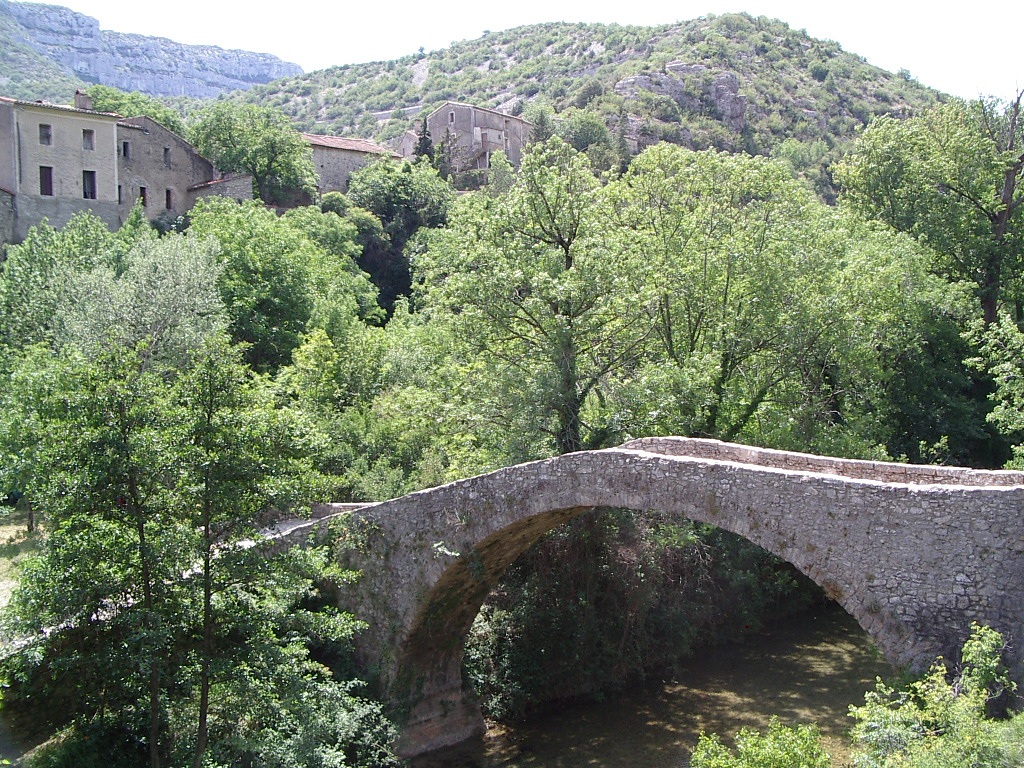

### Основные притоки
- Виранк (фр.) (24,6 км)
- Кранз (фр. Crenze) (5,4 км)